# Menafra (Uruguay)
Menafra es una localidad uruguaya del departamento de Río Negro.

## Geografía
La localidad se ubica al norte del departamento de Río Negro, sobre la cuchilla de Haedo y en la margen oeste de la ruta 25. Aproximadamente 125 km la separan de la capital departamental Fray Bentos, siendo Young la ciudad más próxima ubicada a 30 km.

## Población
Según el censo del año 2011 la localidad contaba con una población de 39 habitantes.
| 107           | 86 | 87 | 63 | 126 | 39 |
| (Fuente: INE) |    |    |    |     |    |